# Aleksander Fredro
Aleksander Fredro armoiries Bończa, né le 20 juin 1793 à Surochów mort le 15 juillet 1876 à Lemberg est un poète, dramaturge et auteur de comédie polonais.

## Biographie
Fils de Jacek Fredro (pl) et de Marianna née Dembinska, et frère du général Jan Maksymilian Fredro, Aleksander Fredro est éduqué dans le domaine familial à Beńkowa Wisznia par des précepteurs et n'ira jamais à l'école ou dans une université. Son éducation se fait en français, polonais, allemand et latin. Après la mort tragique en 1806 de Madame Fredro dans un incendie de leur maison, la famille déménage à Lwów.
À seize ans, Aleksander Fredro s'engage dans l’armée napoléonienne dans l’espoir que sa patrie, la Pologne, recouvrirait l’indépendance. Il combat en Russie, y est fait prisonnier. Évadé, il rejoint l’armée française où il sert comme officier d’ordonnance de l’état-major général jusqu’à la défaite de Napoléon. Pour ses faits d'armes, il reçoit la médaille Virtuti Militari et la Légion d'Honneur.
Après l'abdication de Napoléon, il se retire dans son domaine familial et devient franc-maçon. En 1818, à l'âge de vingt-cinq ans, il écrit sa première comédie Monsieur Geldhab, Elle est mise en scène en 1821. En 1822, Fredro obtient le titre de comte.

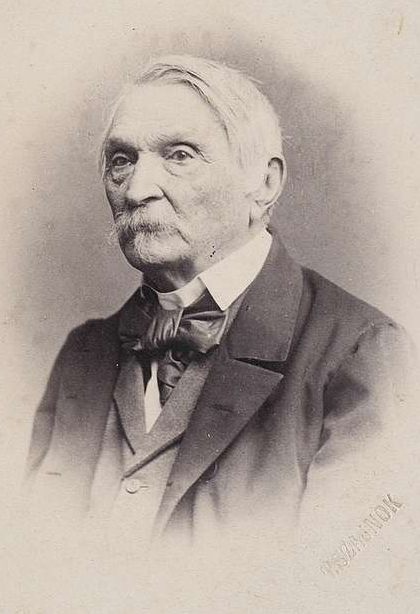
Aleksander Fredro vers 1870. Tirage sur papier albuminé.

En 1828, après 10 ans de romance qui finit en scandale et divorce, il épouse Zofia Jabłonowska, femme de Stanislas Skarbek. De cette union naissent Jan Aleksander et Zofia Ludwika Cecylia Konstancja. La même année, il hérite les domaines de son père.
Fredro ne participe pas à l'insurrection polonaise de novembre 1830, mais il soutient le soulèvement en travaillant au sein du Comité civil d'aide pour le soulèvement. Plus tard Fredro s'installe à Lwów dont il devient citoyen d'honneur en 1839. Il participe au printemps des peuples de 1848 en tant que membre du conseil de la ville de Lwów. Il devient l'un des premiers membres de l'Académie des connaissances de Cracovie.
Fredro était auteur de comédies de mœurs, décrivant avec humour les situations sociales et politiques de l'époque. Il est considéré comme le père de la comédie polonaise et ses personnages font partie de l'imaginaire collectif polonais. Il a également écrit des poèmes et des aphorismes.

## Œuvres
- Pan Geldhab (1818)
- Mąż i żona (Mari et Femme) (1821),
- Cudzoziemszczyzna (1822)
- Damy i huzary (Les Dames et les Hussards) (1822)
- 1822 : Nouveau Don Quichotte
- 1826 : Gwałtu, co się dzieje!
- Pan Jowialski (Monsieur Jowialski) (1832)
- Śluby panieńskie (Les Vœux d'une jeune fille) (1833)
- Zemsta (La Vengeance) (1834)
- Dożywocie (1835),
- Wychowanka (1854-1855).
- Z Przemyśla do Przeszowy